# Поречье Задворное
Поречье Задворное (укр. Поріччя Задвірне) — село в Великолюбенской поселковой общине Львовского района Львовской области Украины.
Население по переписи 2001 года составляло 632 человека. Занимает площадь 0,68 км². Почтовый индекс — 81556. Телефонный код — 3231.